# Rudolf Šrámek
Rudolf Šrámek (* 15. ledna 1934 Ostrava) je český jazykovědec, dialektolog, představitel onomastiky, emeritní profesor Masarykovy univerzity v Brně. Působí na Katedře českého jazyka a literatury Pedagogické fakulty Masarykovy univerzity.

## Život
Narodil se v Ostravě, ale pochází ze slezského Hlučínska (z obce Hošťálkovice). Obecnou školu a první třídu gymnázia absolvoval v německém jazyce.
V roce 1958 získal magisterský titul na Filozofické fakultě Masarykovy univerzity (obor český jazyk – ruský jazyk, specializace na dialektologie). V letech 1961–1964 studoval doktorské na Filozofické fakultě UK v Praze (školitelem mu byl prof. Šmilauer).
V letech 1958–1993 pracoval na Ústavu pro jazyk český AV ČR, pobočka v Brně a zároveň externě vyučoval na Filozofické a Pedagogické fakultě Masarykovy univerzity v Brně a na Pedagogické fakultě v Ostravě.
Habilitoval se v roce 1994 na Masarykově univerzitě a v roce 1996 zde byl jmenován profesorem. V letech 1993–1996 zde působil jako vedoucí vedoucí katedry českého jazyka na pedagogické fakultě.
Byl žákem zejména Františka Trávníčka, Arnošta Lamprechta a Václava Machka, na jehož významném Etymologickém slovníku jazyka českého se spolupodílel. Důležitým přínosem prof. Šrámka je to, že onomastiku již považuje za plnohodnotnou lingvistickou disciplínu, nikoliv za pomocnou vědu nebo okrajový obor. Prof. Šrámek je zakladatelem Občanské iniciativy Česko / Czechia, snažící se o funkční rozlišování zeměpisného názvu Česka Česko (angl. Czechia [čekia], fr. Tchéquie, …) a politického názvu Česka Česká republika (angl. Czech Republic, fr. République tchèque, …).
V letech 2000–2010 byl předsedou Názvoslovné komise Českého úřadu zeměměřického a katastrálního, kterou po letech stagnace aktivizoval. Podílel se na její nové koncepci a vynikajících výsledcích v oblasti standardizace geografických jmen (příprava názvoslovných publikací z řady Geografické názvoslovné seznamy OSN-ČR, odborné posudky), zlepšil způsob práce komise včetně rozdělení úkolů mezi členy komise. Založil v roce 2013 tradici setkávání názvoslovných komisí Česka, Polska a Slovenska s výměnou zkušeností a námětů k činnosti.
V roce 2016 mu byl udělen čestný doktorát Ostravské univerzity.

## Členství v onomastických sdruženích
- Předseda Onomastické komise AV ČR, 1972–2002
- Místopředseda Mezinárodní komise pro slovanskou onomastiku
- Viceprezident International Council of Onomastic Sciences, 1993–1999

## Dílo
- Zeměpisná jména v Čechách, na Moravě a ve Slezsku. Havlíčkův Brod: Tobiáš, 1997. ISBN 80-85808-50-1. – spolu s Ivanem Luttererem
- Úvod do obecné onomastiky. Brno: Masarykova univerzita, 1999. ISBN 80-210-2027-X.
- Jména obcí a sídel na Hlučínsku. Hlučín: Muzeum Hlučínska, 2013. ISBN 978-80-260-5437-5.
- Putování za názvy obcí Jihlavska. Brno: PhDr. Ivo Sperát, 2021. ISBN 978-80-87542-38-5.